# Canal Fulton, Ohio
Canal Fulton là một thành phố thuộc quận Stark, tiểu bang Ohio, Hoa Kỳ. Năm 2010, dân số của thành phố này là 5479 người.

## Dân số
- Dân số năm 2000: 5061 người.
- Dân số năm 2010: 5479 người.